# Massacre de San Juan
Massacre de San Juan foi um ataque das forças armadas bolivianas aos acampamentos mineiros do complexo de mineração de estanho Siglo XX, em Catavi (Bolívia), durante a Noite de São João (em 24 de junho de 1967), ordenado pelo então presidente da Bolívia, o general René Barrientos Ortuño.